# Roberto Romano
Roberto Romano da Silva (Jaguapitã, 13 de abril de 1946 – São Paulo, 22 de julho de 2021) foi um acadêmico brasileiro e professor títular de Ética e Filosofia do Instituto de Filosofia e Ciências Humanas da Universidade Estadual de Campinas (IFCH-UNICAMP). Obteve doutorado na École des hautes études en sciences sociales (EHESS), da França.

## Biografia
Quando jovem, mudou-se com família para Marília (São Paulo), onde cursou o ginásio e o ensino médio. Nessa época, entrou em contato professor Ubaldo Pupi e ingressou na Juventude Estudantil Católica, quando tinha entre 16 e 17 anos. Pouco tempo depois, eclodiu o Golpe Militar de 1964. Nos dias seguintes ao golpe, o professor Ubaldo foi preso e perdeu o emprego.
Pouco antes de completar 20 anos de idade, ingressou no Convento dos Dominicanos em Juiz de Fora (Minas Gerais), onde permaneceu até 1967. Depois ingressou no Instituto de Filosofia e Teologia de São Paulo.
Em 1969, fez vestibular para o curso de filosofia na Universidade de São Paulo (USP), mas, não pode iniciar pois durante o noviciado, não podia sair do convento, em dezembro de 1969, após o final do noviciado, foi preso, por agentes da Ditadura militar brasileira, e encaminhado, inicialmente, para o Centro de Informações da Marinha (Cenimar), depois foi levado levado para a sede do Departamento de Ordem Política e Social (DOPS), em São Paulo, onde encontrou, em uma cela, o dominicano Ivo Lesbaupin com o rosto totalmente esfacelado, devido às torturas sofridas. Nesse período, também se encontrou com Frei Beto, outro dominicano, que tinha sido preso no Rio Grande do Sul e levado para São Paulo. Ficou cerca de dois meses no Dops, onde foi torturado, o sofrimento da situação o levou a tentar suicídio. Em decorrência da tentativa, foi internado no Hospital Militar, onde recebeu a visita de Dom Paulo Evaristo Arns, que o demoveu de novas tentativas de suicídio.
Depois, foi transferido para o Presídio Tiradentes. No final de 1970, depois de ouvido pela Auditoria Militar, foi libertado, mas era obrigado a comparecer, semanalmente, para assinar um livro. Desse modo, pode iniciar o curso de filosofia na USP. Depois, foi absolvido por falta de provas.
Posteriormente, deixou a vida religiosa, após 12 anos como dominicano, e casou-se com a socióloga, Maria Sylvia de Carvalho Franco, autora do clássico Homens livres na ordem escravocrata (IEB, 1969) e egressa da turma de Florestan Fernandes. Tinha dois enteados - Luíza Moreira, que é professora nos Estados Unidos, e Roberto Moreira, cineasta e professor na USP.
Roberto Romano morreu, aos 75 anos, em 22 de julho de 2021, de falência de múltiplos órgãos  decorrente de complicações da COVID-19. Estava internado no Instituto do Coração (Incor) desde 11 de junho.

## Vida acadêmica
- Graduado em Filosofia pela Universidade de São Paulo
- Doutor em Filosofia pela École des hautes études en sciences sociales, de Paris

## Publicações
- Moral e Ciência - A Monstruosidade do Século XVIII. São Paulo: Senac, 2019.
- O Caldeirão de Medéia. São Paulo: Perspectiva, 2001.
- "Uma questão de costumes", in LERNER, Júlio (org.) Cidadania – Verso e Reverso. São Paulo: Imprensa Oficial do Estado, 1997/1998.
- Lux in Tenebris - Meditações sobre Filosofia e Cultura. São Paulo: Cortez Editora, 1987.
- Silêncio e Ruído. A Sátira de Denis Diderot. Campinas: Unicamp, 2009.
- Silence et Bruit. La satire et Denis Diderot. Bauru: Editora do Autor, 1999.
- Conservadorismo Romantico - Origem do Totalitarismo. Coleção: Primeiros Vôos. São Paulo: Brasiliense, 1981; Unesp, 1997.
- Brasil: Igreja contra Estado. Crítica ao populismo católico. São Paulo: Kairós, 1979
- O desafio do Islã e outros desafios. São Paulo: Perspectiva, 2004.
- Os nomes do ódio. São Paulo: Perspectiva, 2009).
- Ponta de lança. Lazuli/Companhia Editora Nacional, 2006.
- "O Pensamento Conservador", in Revista de Sociologia e Política, nº3, 1994